# Typhlotanais gruzovi
Typhlotanais gruzovi är en kräftdjursart som beskrevs av Ludmila Tzareva 1982. Typhlotanais gruzovi ingår i släktet Typhlotanais och familjen Nototanaidae. Inga underarter finns listade i Catalogue of Life.